# Ernst Louis Otto Nerreter
Ernst Louis Otto Nerreter (* 9. April 1809 in Guhrau, Landkreis Guhrau, Provinz Schlesien; † 1880 in Liegnitz, Provinz Schlesien) war evangelischer Theologe und Abgeordneter in der Frankfurter Nationalversammlung.

## Leben
Nerreter studierte von 1829 bis 1832 Evangelische Theologie und Philologie an der Universität Berlin und der Universität Breslau. Anschließend arbeitete er als Hauslehrer, bevor er 1835 Substitut in Storchnest wurde. 1836 wurde er Diakon, von 1839 bis 1851 Prediger in Fraustadt.
Vom 18. Mai 1848 bis zum 29. Mai 1849 vertrat Nerreter den sechsten Wahlkreis der Provinz Posen in der Frankfurter Nationalversammlung, wo er der Casino-Fraktion angehörte. Er stimmte für die Wahl von Friedrich Wilhelm IV. zum Deutschen Kaiser. Nach dem Ende der Nationalversammlung nahm er Ende Juni 1849 am Gothaer Nachparlament teil.
Von 1851 bis zu seinem Tod 1880 war Nerreter Pfarrer in Liegnitz.